# Mark Hateley
Mark Wayne Hateley (Wallasey, 7 novembre 1961) è un ex calciatore e allenatore di calcio inglese, di ruolo attaccante.

## Biografia
È figlio di Tony e padre di Tom, entrambi calciatori.

## Carriera

### Giocatore

#### Club

Il gol di Hateley nel derby di Milano del 28 ottobre 1984

Segnalatosi in patria con le maglie di Coventry City e Portsmouth, nel 1984 approdò al Milan di Nils Liedholm; qui, il 28 ottobre seguente, superando di testa l'ex rossonero Collovati, segnò la rete che permise ai milanisti di battere l'Inter nel derby meneghino dopo sei anni.
Il suo rendimento in maglia rossonera fu alquanto discontinuo, soprattutto a causa di svariati infortuni: se le prime due annate per l'attaccante britannico furono pressoché discrete, l'ultima (in cui si approssimava lo sbarco degli olandesi e l'inizio dell'era Sacchi) fu povera di gol, solo 2 in campionato, l'ultimo dei quali, con Fabio Capello in panchina, decisivo ai fini di Milan-Torino finita 1-0.
Nel 1987 si trasferì al Monaco, vincendo un anno dopo il titolo francese in un’annata globalmente ad alti livelli (quattordici le reti stagionali), prima di un’ennesima flessione nelle due annate successive. Nel 1990 passò poi ai Rangers, con cui conquistò sei campionati e quattro coppe nazionali in sette stagioni. Concluse la carriera con le maglie di QPR, Leeds Utd, ancora Rangers, Hull City e Ross County.

#### Nazionale
Conta 32 presenze con l'Inghilterra e 10 con l'Under-21. Con la nazionale maggiore ha disputato i Mondiali del 1986 e gli Europei del 1988.

## Statistiche

### Cronologia presenze e reti in nazionale
| Cronologia completa delle presenze e delle reti in nazionale ― Inghilterra | Cronologia completa delle presenze e delle reti in nazionale ― Inghilterra | Cronologia completa delle presenze e delle reti in nazionale ― Inghilterra | Cronologia completa delle presenze e delle reti in nazionale ― Inghilterra | Cronologia completa delle presenze e delle reti in nazionale ― Inghilterra | Cronologia completa delle presenze e delle reti in nazionale ― Inghilterra | Cronologia completa delle presenze e delle reti in nazionale ― Inghilterra | Cronologia completa delle presenze e delle reti in nazionale ― Inghilterra |
| Data                                                                       | Città                                                                      | In casa                                                                    | Risultato                                                                  | Ospiti                                                                     | Competizione                                                               | Reti                                                                       | Note                                                                       |
| -------------------------------------------------------------------------- | -------------------------------------------------------------------------- | -------------------------------------------------------------------------- | -------------------------------------------------------------------------- | -------------------------------------------------------------------------- | -------------------------------------------------------------------------- | -------------------------------------------------------------------------- | -------------------------------------------------------------------------- |
| 2-6-1984                                                                   | Londra                                                                     | Inghilterra                                                                | 0 – 2                                                                      | Unione Sovietica                                                           | Amichevole                                                                 | -                                                                          | 70’                                                                        |
| 10-6-1984                                                                  | Rio de Janeiro                                                             | Brasile                                                                    | 0 – 2                                                                      | Inghilterra                                                                | Amichevole                                                                 | 1                                                                          |                                                                            |
| 13-6-1984                                                                  | Montevideo                                                                 | Uruguay                                                                    | 2 – 0                                                                      | Inghilterra                                                                | Amichevole                                                                 | -                                                                          |                                                                            |
| 17-6-1984                                                                  | Ñuñoa                                                                      | Cile                                                                       | 0 – 0                                                                      | Inghilterra                                                                | Amichevole                                                                 | -                                                                          |                                                                            |
| 12-9-1984                                                                  | Londra                                                                     | Inghilterra                                                                | 1 – 0                                                                      | Germania Est                                                               | Amichevole                                                                 | -                                                                          | 80’                                                                        |
| 17-10-1984                                                                 | Londra                                                                     | Inghilterra                                                                | 5 – 0                                                                      | Finlandia                                                                  | Qual. Mondiali 1986                                                        | 2                                                                          |                                                                            |
| 27-2-1985                                                                  | Belfast                                                                    | Irlanda del Nord                                                           | 0 – 1                                                                      | Inghilterra                                                                | Qual. Mondiali 1986                                                        | 1                                                                          |                                                                            |
| 26-3-1985                                                                  | Londra                                                                     | Inghilterra                                                                | 2 – 1                                                                      | Irlanda                                                                    | Amichevole                                                                 | -                                                                          | 73’                                                                        |
| 22-5-1985                                                                  | Helsinki                                                                   | Finlandia                                                                  | 1 – 1                                                                      | Inghilterra                                                                | Qual. Mondiali 1986                                                        | 1                                                                          |                                                                            |
| 25-5-1985                                                                  | Edimburgo                                                                  | Scozia                                                                     | 1 – 0                                                                      | Inghilterra                                                                | Amichevole                                                                 | -                                                                          |                                                                            |
| 6-6-1985                                                                   | Città del Messico                                                          | Inghilterra                                                                | 1 – 2                                                                      | Italia                                                                     | Amichevole                                                                 | 1                                                                          |                                                                            |
| 9-6-1985                                                                   | Città del Messico                                                          | Messico                                                                    | 1 – 0                                                                      | Inghilterra                                                                | Amichevole                                                                 | -                                                                          | 70’                                                                        |
| 11-9-1985                                                                  | Londra                                                                     | Inghilterra                                                                | 1 – 1                                                                      | Romania                                                                    | Qual. Mondiali 1986                                                        | -                                                                          |                                                                            |
| 16-10-1985                                                                 | Londra                                                                     | Inghilterra                                                                | 5 – 0                                                                      | Turchia                                                                    | Qual. Mondiali 1986                                                        | -                                                                          | 84’                                                                        |
| 29-1-1986                                                                  | Il Cairo                                                                   | Egitto                                                                     | 0 – 4                                                                      | Inghilterra                                                                | Amichevole                                                                 | -                                                                          |                                                                            |
| 23-4-1986                                                                  | Londra                                                                     | Inghilterra                                                                | 2 – 1                                                                      | Scozia                                                                     | Amichevole                                                                 | -                                                                          |                                                                            |
| 17-5-1986                                                                  | Los Angeles                                                                | Inghilterra                                                                | 3 – 0                                                                      | Messico                                                                    | Amichevole                                                                 | 2                                                                          | 71’                                                                        |
| 24-5-1986                                                                  | Burnaby                                                                    | Canada                                                                     | 0 – 1                                                                      | Inghilterra                                                                | Amichevole                                                                 | 1                                                                          |                                                                            |
| 3-6-1986                                                                   | Monterrey                                                                  | Inghilterra                                                                | 0 – 1                                                                      | Portogallo                                                                 | Mondiali 1986 - 1º turno                                                   | -                                                                          |                                                                            |
| 6-6-1986                                                                   | Monterrey                                                                  | Marocco                                                                    | 0 – 0                                                                      | Inghilterra                                                                | Mondiali 1986 - 1º turno                                                   | -                                                                          | 68’ 76’                                                                    |
| 18-6-1986                                                                  | Città del Messico                                                          | Inghilterra                                                                | 3 – 0                                                                      | Paraguay                                                                   | Mondiali 1986 - Ottavi di finale                                           | -                                                                          | 80’                                                                        |
| 29-4-1987                                                                  | Smirne                                                                     | Turchia                                                                    | 0 – 0                                                                      | Inghilterra                                                                | Qual. Euro 1988                                                            | -                                                                          | 75’ 83’                                                                    |
| 19-5-1987                                                                  | Londra                                                                     | Inghilterra                                                                | 1 – 1                                                                      | Brasile                                                                    | Amichevole                                                                 | -                                                                          | 76’                                                                        |
| 23-5-1987                                                                  | Glasgow                                                                    | Scozia                                                                     | 0 – 0                                                                      | Inghilterra                                                                | Amichevole                                                                 | -                                                                          |                                                                            |
| 9-9-1987                                                                   | Düsseldorf                                                                 | Germania Ovest                                                             | 3 – 1                                                                      | Inghilterra                                                                | Amichevole                                                                 | -                                                                          | 50’                                                                        |
| 23-3-1988                                                                  | Londra                                                                     | Inghilterra                                                                | 2 – 2                                                                      | Paesi Bassi                                                                | Amichevole                                                                 | -                                                                          | 70’                                                                        |
| 27-4-1988                                                                  | Budapest                                                                   | Ungheria                                                                   | 0 – 0                                                                      | Inghilterra                                                                | Amichevole                                                                 | -                                                                          | 67’                                                                        |
| 24-5-1988                                                                  | Bristol                                                                    | Inghilterra                                                                | 1 – 1                                                                      | Colombia                                                                   | Amichevole                                                                 | -                                                                          | 73’                                                                        |
| 12-6-1988                                                                  | Stoccarda                                                                  | Inghilterra                                                                | 0 – 1                                                                      | Irlanda                                                                    | Euro 1988 - 1º turno                                                       | -                                                                          | 83’                                                                        |
| 15-6-1988                                                                  | Düsseldorf                                                                 | Inghilterra                                                                | 1 – 3                                                                      | Paesi Bassi                                                                | Euro 1988 - 1º turno                                                       | -                                                                          | 72’                                                                        |
| 18-6-1988                                                                  | Francoforte                                                                | Inghilterra                                                                | 1 – 3                                                                      | Unione Sovietica                                                           | Euro 1988 - 1º turno                                                       | -                                                                          | 69’                                                                        |
| 25-3-1992                                                                  | Praga                                                                      | Cecoslovacchia                                                             | 2 – 2                                                                      | Inghilterra                                                                | Amichevole                                                                 | -                                                                          |                                                                            |
| Totale                                                                     |                                                                            | Presenze                                                                   | 32                                                                         |                                                                            | Reti                                                                       | 9                                                                          |                                                                            |

## Palmarès

### Giocatore

#### Club
- Campionato francese: 1

Monaco: 1987-1988
- Campionato scozzese: 5

Rangers: 1990-1991, 1991-1992, 1992-1993, 1993-1994, 1994-1995
- Coppa di Lega scozzese: 3

Rangers: 1990-1991, 1992-1993, 1993-1994
- Coppa di Scozia: 2

Rangers: 1991-1992, 1992-1993

#### Nazionale
- Campionato d'Europa Under-21: 1

1984

#### Individuale
- Giocatore dell'anno della SFWA: 1

1994
- Giocatore dell'anno della SPFA: 1

1994
- Miglior giocatore dell'Europeo Under-21: 1

1984
- Miglior marcatore dell'Europeo Under-21: 1

1984 (6 reti)